# Grinders (Pornofilm)
Grinders ist ein US-amerikanischer Pornospielfilm des Regisseurs Ricky Greenwood aus dem Jahr 2022. Er wurde bei den AVN Awards 2023 in mehreren Kategorie ausgezeichnet.

## Handlung
Lucky ist ein über 20-jähriger Skateboarder, der sich an einem Scheideweg in seinem Leben befindet. Während er durch die Stadt streift, Tricks landet und auf alte Freunde und neue Feinde trifft, erhalten wir Einblicke in das Sexualleben seiner Mitmenschen. Während Lucky langsam aus seinem Schneckenhaus herauskommt, nimmt er wieder Kontakt zu seiner langjährigen Schwärmerei Morgan auf. Doch schon bald steht er vor der schwierigsten Entscheidung seines Lebens. 

## Wissenswertes
Der Pornofilm ist ein Coming-of-Age-Film in der Ästhetik der Skateboard-Filme der 1990er Jahre.

## Auszeichnungen
- 2023: AVN Award: Best Editing
- 2023: AVN Award: Best Soundtrack
- 2023: AVN Award:  Best Supporting Actor (Tommy Pistol)
- 2023: AVN Award: Grand Reel[2]
- 2023: XBIZ Award: Best Cinematography